# 祭遵
祭 遵（さい じゅん、? - 33年）は、後漢の武将。字は弟孫（ていそん）。潁川郡潁陽県の人（『後漢書』列伝10・本伝）。光武帝の功臣であり、「雲台二十八将」の9位に序せられる（『後漢書』列伝12）。従弟は祭肜。

## 略歴
| 姓名           | 祭遵                                                                               |
| 時代           | 新代 - 後漢時代                                                                    |
| 生没年         | 生年不詳 - 33年（建武9年）                                                         |
| 字・別号       | 弟孫（字）                                                                         |
| 本貫・出身地等 | 豫州潁川郡潁陽県                                                                   |
| 職官           | 署門下吏〔更始〕→軍市令〔劉秀〕 →刺姦将軍〔劉秀〕→偏将軍〔劉秀〕 →征虜将軍〔後漢〕 |
| 爵位・号等     | 列侯〔劉秀〕→潁陽侯〔後漢〕 →潁陽成侯〔没後〕                                      |
| 陣営・所属等   | 光武帝（劉秀）                                                                     |
| 家族・一族     | 兄：祭午 従弟：祭肜                                                                |

若くして経書を好み、家は富裕といえども慎ましく粗末な衣服を着ていた。母を亡くした時は土を担いで塚を作った。かつて、地方の小役人に侵害されることがあったが、賓客と結託してこれを殺害した。最初、県中の者は祭遵が温和な人物だと思っていたが、ついには誰もがはばかった。劉秀（後の光武帝）が昆陽の戦いの後、潁陽を過ぎるにあたって、祭遵は県の官吏であるのでしばしば進見し、劉秀は容姿態度を気に入って配下にした。河北に従い、軍市の令となった。劉秀の一族の子供が法令を犯したので、これを殴り殺し、劉秀は怒って祭遵を捕えた。主簿の陳副が諌めて曰く「明公は常に整然たることを欲す。祭遵は法を奉じて避けず。これは教令が行き届く所なり」。劉秀は祭遵を許すと刺姦（軍の監察官）将軍とし、諸将に「祭遵に気をつけろ。吾の一族の子が法を犯しても、殺したのだから、諸君を大目に見ることは無い」と警告した。次に祭遵は偏将軍となり、河北を制した後は列侯と為った。
建武2年（26年）、征虜将軍を拝命し、潁陽侯に封じられた。景丹に従い、諸将と共に弘農の平定に奔走した。新城の賊の張満を囲んだ。
建武3年（27年）、囲むこと一年近く、張満を捕え斬った。劉秀の鄧奉親征において、杜衍で鄧奉の弟の鄧終を撃ち破った。朱祜に従い群雄の延岑と東陽で戦い、その将の張成を斬った。
建武4年（28年）、朱祜・耿弇・劉喜（劉植の弟）と共に叛乱した涿郡太守張豊を討ち、先んじてこれを攻め、張豊はその配下に捕えられて降り、これを斬った。また、元は光武帝配下で、独立した漁陽の群雄の彭寵を防ぐために留った。

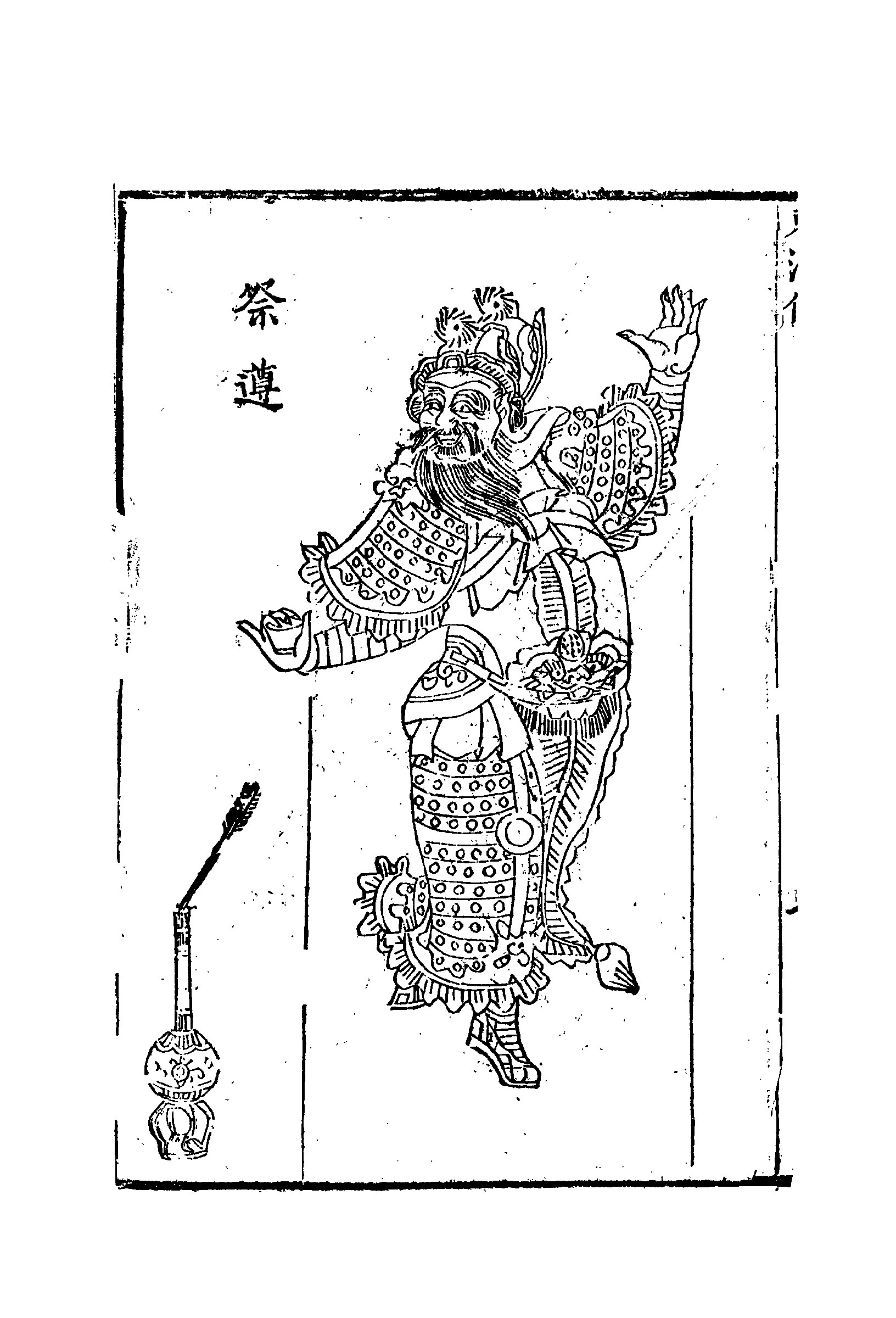
祭遵

建武5年（29年）、彭寵はその奴僕に殺され、祭遵は漁陽郡を収めた。
建武6年（30年）、光武帝に命じられ、先頭に立って、耿弇・蓋延・王常・馬武・劉歆（劉植の従兄弟）・劉向と共に天水より公孫述を討たんとする。光武帝も長安に御幸するが、隗囂は漢軍が隴右に上るを喜ばず、何かと言い逃れをする。光武帝の諸将は「隗囂の出陣を待ち、隗囂の諸将を封じて疑いを晴らさん」と言うも、祭遵は「隗囂は謀ること久しければ、今軍を留めて時を延ばせば、その謀を益々深め、蜀の警戒はいよいよ増さん。進むに如かず」と言う。光武帝はその言に従い、祭遵を先攻させた。隗囂の兵は遂に歯向かい、祭遵は隗囂の将の王元を破って新関に追った。諸将到るが隗囂に敗れ、隴右を降った。勢いに乗った隗囂が、関中・三輔を王元・行巡に襲わせるとなると、詔を受けて祭遵は汧県を守り、王元を破った。
建武8年（32年）、来歙は病いとなった祭遵から兵を預かり、略陽を降した。来歙は略陽に籠城し半年間持ち堪え、光武帝が、再び隴右に上り囲みを解かせ、隴右を降る際に祭遵の軍を慰労した。公孫述が隗囂の救援に来たれば、呉漢・耿弇らは軍を引くも、祭遵は独り留まり退かず。
建武9年（33年）、陣中に卒した。諡は成侯。詔によって軍は馮異が引き継いだ。

## 人柄・逸話
- 清廉潔白で慎ましく、滅私報国の人物で、賞賜は兵士に分け与え、私財は持たなかった。革のズボンに木綿の上着と慎み(成語 祭遵布被)、夫人まで服装が質素であった。息子がいないので兄が妾を贈ったが断った。そのため祭遵が亡くなると、その国は除かれることになり、また光武帝は「どうやって国を憂え公を奉じる臣の、祭征虜の如き者を得ようか」と嘆じた。
- 儒者であり、孔子の子孫に爵位を与えるように建議し、また五経大夫を置くように奏上し、軍旅にあっても、礼作法を忘れなかった。
- 祭遵の軍では儒者を兵士に採用し、統制が行き届き、軍が駐屯しているとは分からぬほどであり、陣営では雅詩を歌い、投壺をもって興じたと云う。
- 戦いでは勇将であり、矢が祭遵の口に当たって、兵士たちが退こうとするも、叫んで叱りつけ、却って敵を破ったことがある。